# Caroline Nestmann Peck
Caroline Nestmann Peck (* 27. Juni 1921 in Wheeling, West Virginia als Caroline Nestmann; † 9. September 1987) war eine US-amerikanische Ägyptologin.

## Leben und Leistungen
Caroline Nestmann wurde als jüngstes von vier Kindern des am Leipziger Konservatorium ausgebildeten Kirchenorganisten Carl Nestmann und seiner Frau, der Lehrerin Louise, geborene Webb, geboren. 1939 schloss sie die High School in Wheeling als Jahrgangsbeste ab und bezog anschließend für ein Jahr The Elliott School of Business im selben Ort. Mit ihren dort erlernten Fähigkeiten konnte sie sich Geld für den Besuch des College verdienen. Das tat sie, indem sie nach der Handelsschule nach New York City ging und zunächst zwei Monate für The Eagle Indemnity Company, danach 18 Monate als Sekretärin bei der Standard Oil Development Company in New Jersey, wo schon ihre Schwester angestellt war, arbeitete. Im Herbst 1942 schrieb sie sich an der University of Chicago ein. Zunächst begann sie mit einem Teilzeitstudium der Astronomie, während sie zur selben Zeit am Department of Oriental Languages and Literatures als Sekretärin zu arbeiten begann. Hier kam sie mit den orientalischen Altertumswissenschaften in Berührung, was Nestmann dazu brachte ihre Studienrichtung zu ändern und ihr Hauptfach zu Vorderasiatischer Archäologie zu ändern. Sie lernte im Grundstudium neben dem Studium der Archäologie Mesopotamiens auch Hebräisch, Akkadisch und in ihrem letzten Jahr Altägyptisch. Daneben arbeitete sie weiterhin am Institut. Nach einem Jahr als Institutssekretärin war sie ein weiteres Jahr Sekretärin des Institutsleiters John A. Wilson und schließlich 1944 Redaktionsassistentin und dabei von großer Bedeutung bei der Herausgabe von Henri Frankforts epochemachendem Werk Kingship and the Gods.
1945 erlangte Nestmann ihren Bachelor-Grad in Chicago und wurde umgehend auch für das Graduiertenstudium zugelassen. Ihr wichtigster Lehrer in der Zeit war Frankfort, bei dem sie auch ihre Master-Arbeit zur prä-kassitischen Skulptur einreichte, die während einer von Edgar James Banks geleiteten Grabungskampagne des Instituts 1903/04 in Bismaya, dem altorientalischen Adab, gefunden wurde. Während ihren Arbeiten an diesem Material arbeitete sie auch weitere Grabungsberichte auf, ordnete diese, und leistete wichtige Vorarbeiten zur Publikation der Keramik, die bis heute jedoch noch nicht genutzt wurden. Nachdem Banks in Pension gegangen war, nahm er seine Grabungsunterlagen mit. Nestmann war nach seinem Tod eine Woche lang im September 1948 Gast bei dessen Witwe in Florida, wo sie Transkripte von diesen anfertigte, die bis heute im Oriental Institute aufbewahrt werden. Während des Masterstudiums erweiterte Nestmann ihre Interessen um die Ägyptische Archäologie sowie um die Sumerische Sprache, wobei sie vor allem Interesse an den historischen sumerischen Texten zeigte. Obwohl sie weiterhin nur halbtags studieren konnte – nachdem Frankfort 1947 das Oriental Institute verlassen hatte, war sie wieder Institutssekretärin geworden –, erlangte sie 1949 ihren Master-Abschluss und wurde anschließend auch bei Phi Beta Kappa aufgenommen. Obwohl ihr im Februar 1949 ein Graduiertenstipendium des Oriental Institute angeboten wurde, lehnte Nestmann dieses mit der Erkenntnis ab, dass sie für ein akademisches Fortkommen nicht weiter halbtags fachfremd arbeiten konnte. Sie hatte zwei andere Angebote. Sie lehnte das eine, in Bagdad zu arbeiten und dort an der American University of Iraq - Baghdad Keilschrifttexte zu transkribieren, ab, da sie zuvor schon ein Angebot der Brown University angenommen hatte.
Nestman folgte dabei Richard Anthony Parker, der aus Chicago an die Brown University ging, um dort Gründungsprofessor auf dem neu geschaffenen Wilbour Professor of Egyptology und zudem Leiter des neu geschaffenen Department of Egyptology zu werden. Parker hatte Nestmann das Angebot gemacht, nicht nur seine technische Teilzeit-Assistentin zu werden, sondern zudem die Erstsemester zu unterrichten. An der Brown University wurden Nestmans Arbeiten und Aufgaben aufgrund der Ausrichtung des Instituts zunehmend philologischer und vor allem ägyptologischer. So hatte sie die Erstsemesterkurse in ägyptischer Archäologie und Geschichte zu halten. Aufgrund des Austauschprogrammes lernte sie am Institut bedeutende Ägyptologen, darunter Jacques Jean Clére, Georges Posener, I. E. S. Edwards und Jaroslav Černý, kennen. Neben diesen Tätigkeiten arbeitete Nestman an ihrer Dissertation. 1952 heiratete sie den Physiker und Assistenzprofessor an der Universität, Russell Peck. Sie arbeitete am Gunn Index mit, der als Supplement zum Wörterbuch der ägyptischen Sprache gedacht war, doch wurde das Projekt nie abgeschlossen. 1955 wurde Nestman Peck als Ph.D.-Studentin an der Brown University angenommen. Als Gegenstand für ihre Dissertation hatte sie das beschriftete Material der Ersten Zwischenzeit der Expedition von George A. Reisner nach Naga-ed-Deir in Südägypten gewählt. Der Großteil der Aufzeichnungen wurde im Museum of Fine Arts, Boston aufbewahrt. Schließlich hatte Nestman Peck die Inschriften von vier Gräbern bearbeitet. Die von ihr angewandten Methoden waren stark von der unpublizierten Dissertation Henry George Fischers beeinflusst.
Für das Jahr 1956/57 war Nestman Peck als Kathryn McHale Fellow of the American Association of University Women ausgewählt worden. Während ihr Mann für einige Zeit als Gastwissenschaftler an der University of Birmingham weilte, wollte sie die Museen Großbritanniens besuchen und sich mit europäischen Ägyptologen zu ihrer Dissertation austauschen. Zudem war eine Reise nach Ägypten geplant, wo sie die Reliefs mit den Inschriften, die sie bearbeitete, einmal im Ägyptischen Museum Kairo im Original anschauen wollte. Und sie wollte einen Monat im Chicago House, der Außenstelle des Oriental Institute in Ägypten, verbringen und dort als Epigraphikerin zu arbeiten. Doch stand die Ägyptenreise unter keinem guten Stern. Zunächst erhielt sie wegen fehlender Impfungen kein Visum, danach konnte sie aufgrund der Sueskrise und des damit verbundenen Reiseverbots für US-Bürger nicht mehr in die Region reisen. Somit blieb Nestman Peck in Großbritannien, besuchte wie geplant die dortigen Museen und darüber hinaus weitere in Europa. Sie sollte nie nach Ägypten gelangen. 1957 kehrte sie an die Brown University zurück, mittlerweile hatte sie die Arbeit an ihrer Dissertation abgeschlossen. 1958 erlangte sie als erste Promotionsstudentin an der Brown University in Ägyptologie ihren Doktortitel. Es dauerte noch bis 1963, dass mit Richard H. Pierce ein zweiter Ägyptologie seinen Ph. D. an der Brown University machte. Nach Parker und Ricardo Caminos wurde sie die dritte Mitarbeiterin (teaching associate) des Instituts. Unterdessen waren auch ihre Lehraufträge erweitert worden, sie gab nun nicht mehr nur den Einführungskurs für die Erstsemester, sondern eine zweisemestrige Einführung Art and Archaeology of Ancient Egypt. 1959 kam eine Tochter, 1962 ein Sohn zur Welt. Dennoch arbeitete sie weiter am Institut und kuratierte 1961/62 auch eine ägyptologische Ausstellung am Museum of Art of the Rhode Island, School of Design. Im Februar 1963 trat sie von ihren Funktionen an der Brown University zurück, um mit ihrem Mann für ein Jahr an das Los Alamos National Laboratory in New Mexico zu gehen. Dort traten erstmals gesundheitliche Probleme bei ihr auf, Atembeschwerden, mit denen sie die 1960er Jahre über zu kämpfen hatte.
Nachdem die Kinder in die Schule gekommen waren, kehrte Nestman Peck 1967 in ihre alte Position an der Brown University zurück und übernahm jetzt zusätzlich Lehrverpflichtungen zur ägyptischen Geschichte. 1970 regte Richard Parker im Wissen um seine baldige Pensionierung an, ihre Lehrumfänge deutlich zu erweitern. Neben Kursen zur Archäologie und zur Geschichte sollten auch Kurse zu den Pyramidentexten und zur Schrift des Alten und Mittleren Reiches hinzu kommen. Zunächst folgte sie 1970/71 jedoch erneut ihrem Mann bei einem seiner Aufenthalte als Gastwissenschaftler, dieses Mal an das Universitätskrankenhaus der University of Pennsylvania in Philadelphia. Sie selbst erhielt ein Stipendium aus dem Wilbour Egyptology Fund at Brown, um ihre neuen Kurse vorzubereiten. Dazu bearbeitete sie in der Zeit auch Material im University of Pennsylvania Museum, wurde jedoch immer wieder von ihren gesundheitlichen Problemen behindert, war sogar eine Woche wegen einer Lungenentzündung im Krankenhaus. Danach erholte sie sich nur langsam. Nach der Rückkehr an die Brown University konnte sie nur ein Semester lang ihre neuen Lehrverpflichtungen wahrnehmen. Zu der Zeit war der Übergang von Richard Parker zu Ricardo Caminos als neuem Leiter des Instituts, was nicht ohne Streit zwischen dem alten und neuen Leiter vonstattenging. Nestman Peck versuchte in dieser Situation zu vermitteln, was jedoch nur dazu führte, dass Caminos ihre Kündigung verlangte, die diese dann auch im November 1971 einreichte und die dann zum Ende Januar 1972 vollzogen wurde. Der Bruch ging so weit, dass Caminos ihr sogar den Arbeitsplatz im Institut nahm. Nestman Peck erhielt „Asyl“ im Classics Department, wo sie bis 1977 weiter mit der Aufarbeitung des Materials aus Naga-ed-Deir beschäftigt war. 1977 lagerte sie ihre Bibliothek und ihre Forschungsunterlagen ein und beendete ihre ägyptologische Arbeit. Ihre Arbeitsmaterialien zu Naga-ed-Deir, zehn Loseblatt-Ordner, übergab sie an das Bostoner Museum of Fine Arts. Bis 1987 arbeitete sie danach nur noch als Stenografin für die Rhode Island Legal Services.
Nestman Peck publizierte in ihrer akademischen Karriere vergleichsweise wenig. Nicht einmal ihre Dissertation wurde gedruckt, sie liegt nur als Microfilm vor. Ein Versuch des Boston Museum of Fine Arts, die Arbeit zu publizieren, scheiterte an Umständen, die nicht in ihrer Hand lagen. Der Grund für die geringe Publikationszahl lag zum einen in ihrem eigenen Perfektionismus, zum anderen aber in den äußeren Umständen: ihrer Lehrtätigkeit, den Arbeitsverpflichtungen sowie ihrer familiären Verpflichtungen. Neben mehreren Rezensionen trug sie zur International Edition der Encyclopedia Americana die Artikel Bubastis und Rameses bei. Ihre Haupttätigkeit bestand in der Lehre sowie der Erschließung der Grabungsergebnisse von anderen Ausgräbern. Hier leistete sie Bedeutendes, doch viele ihrer Vorarbeiten warten bis heute auf einen Abschluss.

## Publikationen (Auswahl)
- Some Decorated Tombs of the First Intermediate Period at Naga Ed-Der. Ph.D. Dissertation, Brown University. University Microfilms, Inc., Ann Arbor 1958.